# Typhochrestus spatulatus
Typhochrestus spatulatus är en spindelart som beskrevs av Robert Bosmans 1990. Typhochrestus spatulatus ingår i släktet Typhochrestus och familjen täckvävarspindlar.
Artens utbredningsområde är Algeriet. Inga underarter finns listade i Catalogue of Life.